# San Leone Magno (Kardinalstitel)
San Leone Magno ist ein Kardinalstitel, welcher von Papst Paul VI. am 5. Februar 1965 errichtet wurde. Die gleichnamige Titelkirche liegt im Quartier Prenestino-Labicano.

## Titelträger
Die Kirche hatte bisher vier Titelträger:

| Name                        | Land        | Geboren       | Verstorben    | Ernennung 1   | durch Papst       | Anmerkungen                                                                                              |
| --------------------------- | ----------- | ------------- | ------------- | ------------- | ----------------- | --- |
| López Romero, Cristóbal SDB | Marokko     | 19. Mai 1952  |               | 5. Okt. 2019  | Franziskus        | Erzbischof von Rabat                                                                                     |
| Obeso Rivera, Sergio        | Mexiko      | 31. Okt. 1931 | 11. Aug. 2019 | 28. Sep. 2018 | Franziskus        | Erzbischof von Jalapa                                                                                    |
| Lehmann, Karl               | Deutschland | 16. Mai 1936  | 11. März 2018 | 21. Feb. 2001 | Johannes Paul II. | Bischof von Mainz                                                                                        |
| Etchegaray, Roger           | Frankreich  | 25. Sep. 1922 | 4. Sep. 2019  | 30. Juni 1979 | Johannes Paul II. | Erzbischof von Marseille und Kurienkardinal 1998 Erhebung zum Kardinalbischof von Porto und Santa Rufina |
| Jaeger, Lorenz              | Deutschland | 23. Sep. 1892 | 1. Apr. 1975  | 22. Feb. 1965 | Paul VI.          | Erzbischof von Paderborn                                                                                 |